# Doyet
Doyet je francouzská obec v departementu Allier v regionu Auvergne. V roce 2011 zde žilo 1 228 obyvatel.

## Sousední obce
Bézenet, Deneuille-les-Mines, Chamblet, Malicorne, Montvicq, Saint-Angel, Villefranche-d'Allier

## Vývoj počtu obyvatel
Počet obyvatel 